# Briñas
Briñas è un comune spagnolo situato nella comunità autonoma di La Rioja.